# Calophaca tianschanica
Calophaca tianschanica är en ärtväxtart som först beskrevs av Boris Fedtjenko, och fick sitt nu gällande namn av Antonina Georgievna Borissova. Calophaca tianschanica ingår i släktet Calophaca och familjen ärtväxter. Inga underarter finns listade i Catalogue of Life.